# 데어 댓 우먼 어게인
데어 댓 우먼 어게인(There's That Woman Again)은 미국에서 제작된 알렉산더 홀 감독의 1939년 영화이다. 버지니아 브루스 등이 주연으로 출연하였고 B.B. 카핸 등이 제작에 참여하였다.

## 출연

### 주연
- 버지니아 브루스
- 멜빈 더글라스

### 조연
- 마가렛 린제이
- 스탠리 리지스
- 고든 올리버
- 톰 듀건
- 돈 베도
- 조나단 헤일

## 제작진
- 원작자: 글래디스 레흐먼
- 원작자: 윌슨 콜리슨
- 미술: 리오넬 뱅스